# Bo van Wetering
Bo van Wetering (* 5. Oktober 1999 in Heerhugowaard) ist eine niederländische Handballspielerin.

## Karriere

### Im Verein
Bo van Wetering begann das Handballspielen in ihrer Geburtsstadt bei der HV Tornado. Nachdem die Außenspielerin anschließend für VZV aufgelaufen war, schloss sie sich Westfriesland SEW an. Am 28. Februar 2015 gab sie im Alter von 15 Jahren für Westfriesland SEW ihr Debüt in der Eredivisie. 2016 wechselte sie zum Ligakonkurrenten VOC Amsterdam. Mit VOC gewann sie 2017 die niederländische Meisterschaft. Bo van Wetering wechselte zur Saison 2019/20 zum deutschen Bundesligisten TuS Metzingen. Ab dem Sommer 2021 stand sie beim dänischen Erstligisten Odense Håndbold unter Vertrag. Mit Odense gewann sie 2022 die dänische Meisterschaft. Im Sommer 2024 wechselte sie zum ungarischen Erstligisten Győri ETO KC. Mit Győri ETO KC gewann sie 2025 die ungarische Meisterschaft und die EHF Champions League.

### In Auswahlmannschaften
Bo van Wetering lief anfangs für die niederländische Jugend- und Juniorinnennationalmannschaft auf. Mit diesen Auswahlmannschaften nahm sie an der U-17-Europameisterschaft 2015, an der U-19-Europameisterschaft 2017 und an der U-20-Weltmeisterschaft 2018 teil. Bei der U-19-EM 2017 wurde sie in das All-Star-Team gewählt. Mittlerweile gehört sie dem Kader der niederländischen Nationalmannschaft an. Bei der Weltmeisterschaft 2019 gewann sie im Finale gegen die spanische Auswahl den WM-Titel. Mit der niederländischen Auswahl nahm sie an den Olympischen Spielen in Tokio teil. Bei der Weltmeisterschaft 2023 warf sie 38 Tore und schloss das Turnier mit den Niederlanden auf dem fünften Platz ab.